# Succinea ovalis
Succinea ovalis är en snäckart som beskrevs av Thomas Say 1817. Succinea ovalis ingår i släktet Succinea och familjen bärnstenssnäckor. Inga underarter finns listade i Catalogue of Life.

## Bildgalleri

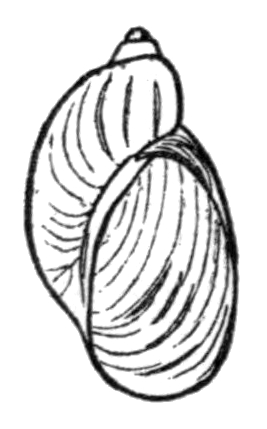